# Sorubim cuspicaudus
Sorubim cuspicaudus är en fiskart som beskrevs av Littmann, Burr och Nass 2000. Sorubim cuspicaudus ingår i släktet Sorubim och familjen Pimelodidae. Inga underarter finns listade i Catalogue of Life.